# 25 лет Военконезавода
25 лет Военконезаво́да — посёлок в Сальском районе Ростовской области.
Входит в состав Будённовского сельского поселения.

## Население
| 2010 |
| ---- |
| 109  |

## Улицы
В посёлке имеются две улицы: Театральная и Урожайная.